# Michail Jurowski
Mikhaïl Vladimirovitch Iourovski (en russe : Михаил Владимирович Юровский), connu selon la romanisation allemande Michail Jurowski, né le 25 décembre 1945   
à Moscou et mort le 19 mars 2022, est un chef d'orchestre russe à la double nationalité allemande.

## Biographie
Son père, Vladimir Mikhaïlovitch Iourovski (1915-1972), était un compositeur soviétique ukrainien de musique de film de la période soviétique.
Il a étudié au Conservatoire de Moscou avec Lev Guinzburg et Alexeï Kandinski. Il a ensuite travaillé au Théâtre Stanislavski et au Théâtre Bolchoï de  Moscou. Iourovski était assistant de Guennadi Rojdestvenski à l’Orchestre symphonique Tchaïkovski de la Radio de Moscou.
En 1989, lui et sa famille quittent la Russie pour l'Allemagne de l'Est. De 1992 à 1998, Jurowski (translittération allemande désormais adoptée) est directeur musical et chef d'orchestre principal de l'orchestre Nordwestdeutsche Philharmonie de Herford. Il a mené en 1995 le premier enregistrement de l'opéra inachevé de Dmitri Chostakovitch Les Joueurs d’après Nicolas Gogol complété par Krzysztof Meyer en 1981, chanté en russe par les solistes du Théâtre du Bolchoï. Il a servi comme directeur général des théâtres populaires Der Hansestadt, ainsi que de la Norddeutsche Philharmonie de Rostock. Il a été chef d'orchestre invité du Rundfunk-Sinfonieorchester Berlin.
Jurowski a été actif en Scandinavie avec les orchestres de Malmö, Odense et Copenhague, et en Argentine avec l’Orchestre philharmonique de Buenos Aires au Théâtre Colón. De 1999 à 2001, il a été chef d'orchestre principal de l’Opéra de Leipzig. Depuis le 1er janvier 2006, il est directeur principal de l’Orchestre symphonique de la WDR de Cologne,,,,,,,,
Ses fils Vladimir Jurowski (né en 1972 et installé en Allemagne) et Dmitri Jurowski (Iourovski) (né en 1979 et installé en Russie) sont également chefs d’orchestre.
Michail Jurowski meurt le 19 mars 2022 à l'âge de 76 ans.